# Acacia brachybotrya
Acacia brachybotrya é uma espécie de leguminosa do gênero Acacia, pertencente à família Fabaceae.